# Тлумачення статутів
Тлумачення статутів — один з основних видів діяльності англійських суддів під час застосування статутного права в ході здійснення правосуддя.
Застосовуючи статутне право, суди часто вдаються до тлумачення положень статутів та іншого законодавства. У англійській правовій системі традиційно склалися своєрідні підходи до тлумачення законодавства (статутного права).
У процесі тлумачення законів англійські судді вдаються до допомоги особливих прийомів і правил, які отримали назву презумпції і інші правила тлумачення. Взяті разом вони можуть розглядатися як принципи судового тлумачення законодавства.

## Потреба в тлумаченні
Вважається, що необхідності в тлумаченні законодавства не виникає у тих випадках, коли в тексті статуту йдеться про констатацію фактів, які містять однозначні приписи, коли всі терміни, що вживаються в ньому, ясні і зрозумілі. Наприклад, до числа таких законодавчих актів відносяться статути, якими оголошуються загальнонаціональні свята і вихідні дні. Кожен, до кого має відношення такий закон, навряд чи зіткнеться з особливими труднощами в його розумінні.
Необхідність тлумачення слів виникає переважно при неясності статуту або при невизначеності його положень. Неясність статуту може пояснюватися недоліками і недоробками, допущеними при складанні проекту законодавчого акту, в результаті в тексті статуту використовуються слова і терміни, що мають подвійний сенс.
Невизначеність статуту виникає в тих випадках, коли слова в тексті закону навмисно підібрані так, щоб вони охоплювали якомога більше ситуацій. У цих випадках суду слід вирішити, чи підпадає дана справа під ту ситуацію, яку мав на увазі законодавець, приймаючи даний статут. Невизначеність закону являє собою основну проблему тлумачення, тому що випадки невизначеності законодавства зустрічаються набагато частіше, ніж його неясність.

## Презумпції судового тлумачення
Тлумачення закону — це право суду. При цьому суд повинен слідувати певним презумпціям, тобто вихідним положенням.
Всі вони вироблені судовою практикою. В англійській правовому судовому побуті налічується кілька презумпцій тлумачення, які мають однакову силу.
Теоретично будь-яка презумпція може застосовуватися судом в рівній мірі. Проте насправді одні презумпції тлумачення суперечать іншим. Тому передбачити, до якого висновку прийде суд, тлумачачи той чи інший закон на основі презумпції, часто виявляється дуже важко.
Нижче наведені найбільш вживані презумпції тлумачення закону, що зустрічаються в практиці англійських судів.

### Презумпція заборони фундаментальних змін загального права
Вона спрямована на запобігання щодо внесення несподіваних і небажаних змін в фундаментальні принципи і норми загального права. Кажуть, що в цій презумпції знаходить вираз заздрість англійських суддів по відношенню до англійських законодавцям. Адже Парламент номінально володіє необмеженою владою і може приймати будь-які закони, в тому числі про зміну загального права. Суди ж в силу Конституції та принципу поділу влади такими повноваженнями не володіють.

### Презумпція проти встановлення кримінальної відповідальності без вини
Вина злочинця є необхідним і традиційним елементом відповідальності в англійському кримінальному праві.
Перш ніж обвинувачений буде засуджений за вчинення злочину, потрібно довести його провину. Тому на підставі другоі презумпції тлумачення, суди не повинні трактувати той чи інший статут в тому сенсі, що він встановлює абсолютну, або строгу, кримінальну відповідальність, якщо в тексті закону не міститься прямої вказівки на це.

### Презумпція проти позбавлення власності або втручання в законні суб'єктивні права громадян
Ця презумпція стосується права власності і тих суб'єктивних прав, які отримали громадське визнання. Суть презумпції полягає в тому, що закони, якими передбачається обмеження суб'єктивних прав, судам належить тлумачити, наскільки це можливо, з точки зору поваги до цих прав. Тому суди зобов'язані виходити з припущення, що Парламент, які б закони він не приймав, ніколи не має наміру позбавляти когось належної йому власності, принаймні, без відповідної компенсації або також без компенсації втручатися в суб'єктивні права громадян, яких вони набувають на основі норм чинного права.

### Презумпція проти звуження юрисдикції суду
В силу конституційних положень Парламент володіє необхідними повноваженнями, щоб виключити практично будь-яку справу з підсудності суду загальної юрисдикції. Однак на практиці суди не поспішають застосовувати відповідні положення закону таким чином, щоб це привело до зміни підсудності справ. Так, якщо статут вводить нові процесуальні правила розгляду тих чи інших категорій справ, то ці правила розглядаються судами як додаткові процесуальні можливості. Вважається, що нова форма діє поряд і паралельно зі старим процесуальним порядком. У тих же випадках, коли цей прийом не проходить і суди виразно позбавляються якоїсь частини своєї компетенції, то вони постараються відстояти її в іншому порядку.

### Презумпція, в силу якої закон не має обов'язкової сили для монарха, якщо інше прямо не визначено в законі
Для того щоб мати обов'язкову силу щодо монарха, закон повинен бути сформульований таким чином, щоб його текст безпосередньо вказував на це. Одного припущення про обов'язкову силі закону для всіх відносно монарха (Корони) недостатньо.
Дана презумпція має велике практичне значення, особливо в тих областях, в яких Корона може виступати в ролі суб'єкта відповідальності, наприклад з питань відповідальності власника майна, роботодавця та ін.

### Презумпція проти свавілля і зловживання владою
Презумпція передбачає, що суди, тлумачачи законодавчі акти, повинні враховувати, що якщо закон наділяє відповідні органи владними або юрисдикційними повноваженнями, то ці повноваження або юрисдикція повинні здійснюватися неупереджено. Багато справ можуть служити ілюстрацією дії цієї презумпції в судовій практиці.
Наприклад, одним із судових рішень передбачалося, що голова місцевого муніципалітету не може бути включений до складу комісії з розгляду скарг на рішення про підвищення ставки податкових зборів щодо конкретної нерухомості, якщо він сам звертався з подібною заявою щодо будови, що належить йому. Адже такий керівник може проявити явну необ'єктивність і зацікавленість у зниженні ставки податкових зборів навіть у тому випадку, якщо його власна заява розглядалася комісією в його відсутність.

## Правила тлумачення
Правила тлумачення законів доповнюють презумпції, про які йшлося вище. У практиці англійських судів процес тлумачення статутів регламентується спеціальними правилами або, точніше, сукупністю спеціальних прийомів. Їх основне призначення полягає у визначенні тих меж, в рамках яких англійські судді можуть вважати себе вільними робити те, що вони вважають за необхідне. При цьому вони можуть не побоюватися, що вступлять у конфлікт із законодавчою владою — Парламентом.
Слід зазначити, що всі правила рівні за своїм значенням, хоча в різні історичні періоди пріоритет віддавався то одним, то іншим. Іноді ці правила називають канонами судового тлумачення законів. Вони роблять великий вплив на ті висновки, які випливають із тексту законодавчого акту.
Вибір правила тлумачення залежить від розсуду суддів. Тому щоразу складно передбачити, який прийом тлумачення буде використаний у даній справі, а отже, як буде застосований закон.

### Правило буквального тлумачення (Literal Rule)
Це основне правило з тих, що застосовуються при тлумаченні законів англійськими суддями. Відповідно до цього правила, судді повинні надавати словам та термінам, які використовуються законодавцем в тексті статуту, їх звичайне, загальновживане і буквальне значення. При цьому мета суду полягає в тому, щоб по можливості без спотворень зрозуміти початковий намір законодавця, яким він керувався при складанні тексту закону.
Вважається, що при складанні текстів законів Парламент вживає слова, взяті в їх загальноприйнятому і загальновживаним сенсі. Якщо законодавець надає їм якесь спеціальне значення, то про це має бути прямо зазначено в законі.
Наприклад, у Законі про відповідальність за фальшивомонетництво та підробку документів (англ. Forgery and Counterfeiting Act) 1981 спеціально визначається зміст таких понять, як «документи», «фальшивий», «виготовлення фальшивого документа» та ін. Всі вони набувають специфічний сенс, який в цілях кримінальної відповідальності важливо підкреслити для законодавця. Наприклад, до «документів» у тексті цього закону відносяться поштові марки, марки податкового відомства, а також диски, магнітофонні плівки та інші електронні носії інформації.
Там, де це не передбачається, для уточнення буквального сенсу слова або терміна, використовуваного в тексті законодавчого акту, суддям належить звертатися до тлумачних словників, а також до тих розділів законів, в яких іноді спеціально визначаються відповідні терміни і поняття. Велике значення має Закон про тлумачення статутів (англ. Interpretation Act) 1978 р.
Він містить визначення багатьох понять і термінів, які використовуються в інших законодавчих актах. Його положення повинні застосовуватися при тлумаченні законів, якщо, звичайно, в них ці терміни або слова вживаються.
Цікаво, що Закон про тлумачення статутів передбачає, що, якщо тлумачений законодавчий акт не містить іншого визначення, слова, що вживаються в чоловічому роді, слід розуміти і в жіночому роді, і навпаки. А слова, що вживаються в однині, можуть тлумачитися як такі, що вжиті й у множині і навпаки.

### «Золоте правило» (Golden Rule)
Це правило тлумачення розраховане на ті випадки, коли в тексті закону використовуються слова і вирази, які можуть розумітися по-різному. При буквальному тлумаченні різні варіанти розуміння одних і тих же слів відсутні. При «золотому правилі» такі варіанти є і суду слід вибирати правильно.
Однак на відміну від правила буквального тлумачення, «золоте правило» розуміється суддями у двох сенсах — широкому і вузькому.
«Золоте правило» використовується суддями в основному у вузькому сенсі, тобто для визначення допустимих меж буквального тлумачення, що дозволяє уникнути абсурдності прийнятих судом рішень. На це, як ми показали, правило буквального тлумачення не розраховане. Тому «золоте правило» можна розглядати як своєрідне доповнення до основного правила — буквального тлумачення.
У широкому сенсі «золоте правило» тлумачення використовується рідше, оскільки при цьому воно змикається з правилом буквального тлумачення і суддям доводиться вдаватися до «золотого правила» навіть тоді, коли закон не містить неясних слів і виразів, але вони багатозначні. Зазвичай необхідність у цьому виникає, якщо на передній план висувається міркування правової та судової політики, а не формального наслідування положень букви закону.
Широке трактування «золотого правила» дозволило закріпитися в практиці англійських судів відомому принципу, згідно з яким вимоги правової політики виключають можливість для вбивці стати спадкоємцем за законом, якщо жертвою вбивці є особа, яка не залишила заповіту.
«Золоте правило» часто піддається критиці через його довільний характер. Дійсно, користуючись цим правилом, суддя приходить до висновку, що буквальне застосування закону абсурдне, отже, таке тлумачення може вступити в протиріччя з намірами Парламенту.

### Правило «усунення зла» (Mischief Rule)
Це правило відоме як правило Хейдона. Свою назву воно отримало у справі, розглянутій англійським судом ще в 1584 р. Вже тоді судді сформулювали і закріпили відповідні положення, яких слід дотримуватися при тлумаченні приписів низки актів Парламенту.
Зокрема, «правило Хейдона» пов'язане з цільовим підходом у тлумаченні законів. Правилом передбачається, що у разі виявлення будь-якої неясності тексту або окремих слів у законодавчому акті суд має право звернутися до права, що діяло до прийняття закону. Це дозволяє судді виявити, яке са́ме зло хотів усунути законодавець або яку проблему хотів врегулювати Парламент по-новому, приймаючи цей закон.

## Інші правила (прийоми) тлумачення
Поряд із розглянутими канонами судового тлумачення застосовується ряд інших правил, які отримали широке визнання.
Але ці правила мають швидше не правовий, а методичний або технічний характер. Тому їх правильніше було б назвати прийомами тлумачення. Ці прийоми застосовуються в рамках основних правил тлумачення. У всякому разі, вони їх не замінюють. Можна виділити наступні прийоми тлумачення закону.

### При тлумаченні слід виходити з тексту закону в цілому
Зміст кожної окремої статті закону або навіть кожного окремого слова повинен розумітися в контексті закону в цілому.
Якщо неясна та чи інша стаття закону, слід звернутися до інших статей. Іноді корисно звернутися до цілого ряду однорідних законів. Це також може полегшити розуміння.
На практиці, звичайно, суддям нечасто доводиться заходити так далеко. Мабуть, найчастіше цей прийом тлумачення застосовується в тих випадках, коли різні статті одного законодавчого акта або різні законодавчі акти виявляються взаємопов'язаними. У такому випадку статут, прийнятий пізніше і з новими положеннями, необов'язково змінює зміст статуту, прийнятого раніше. Однак якщо раніше прийнятий закон застарів або пройшло досить багато часу з моменту його прийняття, перевага повинна віддаватися новому за часом законодавству.

### Правило «слідування роду»
При тлумаченні закону слід використовувати правило «слідування роду». За цим прийомом тлумачення, якщо загальне поняття слідує за спеціальним поняттям, то кожне спеціальне поняття має підпадати під одне і те ж родове поняття. Таким чином, зміст родового поняття має тлумачитися, виходячи з того роду, до якого належать спеціальні поняття.
Застосовується тільки в тому випадку, якщо в тексті перераховуються два спеціальних поняття або більше. Наприклад, поняття «інші тварини», вжите у словосполученні «собаки, коти, корови, вівці та інші тварини», слід розуміти тільки як «інші домашні тварини». Однак при тлумаченні законів окремі поняття не можуть бути об'єднані в одному класі, якщо між ними відсутній загальний зв'язок. Відсутність загальної зв'язку з родовим терміном означає, що між спеціальними поняттями існують зв'язки спеціального характеру.